# Ladoňka
Ladoňka (Scilla) je rod jednoděložných rostlin z čeledi chřestovité (Asparagaceae). V minulosti byl řazen do čeledi hyacintovité (Hyacinthaceae), případně do čeledi liliovité v širším pojetí (Liliaceae s.l.). Někteří autoři vylišují z rodu Scilla ještě menší rod Chionodoxa Boiss., česky ladonička. Tento článek pojednává o rodě ladoňka v širším pojetí (Scilla s.l.), včetně rodu Chionodoxa.

## Popis
Jedná o vytrvalé pozemní byliny, s cibulemi. Jsou to rostliny jednodomé s oboupohlavnými květy. Listy jsou po několika v přízemní růžici, jsou jednoduché, přisedlé, s listovými pochvami. Čepele listů jsou celokrajné, většinou čárkovité až kopinaté, žilnatina je souběžná. Květy jsou oboupohlavné, jsou jednotlivé nebo v květenstvích, zpravidla v hroznech nebo v chocholících. Na bázi květních stopek jsou listeny, někdy však listeny chybí. Okvětí se skládá z 6 okvětních lístků ve 2 přeslenech (3+3), které jsou volné nebo dole srostlé v krátkou trubku, zpravidla modré, vzácněji bělavé či fialové. Tyčinek je 6. Gyneceum je složeno ze 3 plodolistů, je synkarpní, semeník je svrchní. Plodem je tobolka.

## Rozšíření ve světě
Je známo asi 50 druhů, které jsou rozšířeny v Evropě, v
Asii a v severní Africe, jinde se vyskytují pouze adventivně.

## Rozšíření v Česku
V ČR se přirozeně vyskytují pouze druhy z okruhu ladoňky dvoulisté (Scilla bifolia s.l.). Tento komplex se rozpadá na několik drobných druhů, v ČR roste (Scilla bifolia s. str.) s několika poddruhy a ladoňka vídeňská (Scilla vindobonensis). Pouze na Moravě roste druh ladoňka karpatská (Scilla kladnii). Mimo tento komplex v ČR často najdeme nepůvodní ladoňku sibiřskou (Scilla siberica), což je hojně pěstovaný druh a často zplaňuje. Podstatně méně často se pěstuje ladoňka příjemná (Scilla amoena). Běžná okrasná rostlina je také ladoňka bělomodrá neboli ladonička bělomodrá (Scilla luciliae, syn.: Chionodoxa luciliae), která někdy také zplaňuje.

## Seznam druhů
Vybrány byly hlavně druhy vyskytující se v Evropě.
- Scilla albanica Turrill – Albánie
- Scilla amoena L. – Evropa, původ neznámý
- Scilla autumnalis L. – Evropa
- Scilla beirana Samp. – Portugalsko, endemit
- Scilla bifolia L. – Evropa
- Scilla bifolia subsp. danubialis – Evropa
- Scilla drunensis – Evropa
- Scilla bithynica Boiss. – Bulharsko, možná i Rumunsko
- Scilla cupanii Guss. – Sicílie
- Scilla elongata Parl. – Sicílie, Sardinie, Korsika
- Scilla hughii Tineo ex Guss. – Sicílie, endemit
- Scilla hyacinthoides L. – jižní Evropa
- Scilla lilio-hyacinthus L. – Francie, Španělsko
- Scilla litardierei Breistr. – bývalá Jugoslávie, endemit
- Scilla luciliae Boiss. – Turecko, adventivně i jinde
- Scilla messeniaca Boiss. – Řecko, endemit
- Scilla monophyllos Link – Španělsko, Portugalsko
- Scilla nivalis Boiss. – Řecko
- Scilla obtusifolia Poir. – jižní Evropa
- Scilla odorata Link – Španělsko, Portugalsko
- Scilla peruviana L. – jižní Evropa
- Scilla pneumonanthe Speta
- Scilla ramburei Boiss. – Španělsko, Portugalsko
- Scilla reverchonii Degen & Hervier – Španělsko
- Scilla siberica Haw. – původně  Ibérie, Turecko adventivně ledaskde
- Scilla sicula Tineo ex Guss. – Itálie, Sicílie
- Scilla spetana Kereszty
- Scilla verna Huds. – západní Evropa
- Scilla vindobonensis Speta – Evropa
- a další